# Acetál

Az acetálok általános szerkezeti képlete

Az acetál R2C(OR′)2 kötést tartalmazó funkciós csoport, ahol R′ szerves csoportot jelöl. A központi szénatomhoz négy szubsztituens kapcsolódik, így az telített, a térszerkezete tetraéderes. A két R′O csoport egymástól különböző is lehet. Ha a két R csoport azonos, akkor „szimmetrikus acetálról”, ha különböző, „vegyes acetálról” beszélünk. Az acetálok karbonilvegyületből (aldehidek vagy ketonok, R2C=O) keletkeznek, vagy azzá alakulhatnak. A ketál elnevezést esetenként a nem aldehidből, hanem ketonból származtatható vegyületek azonosítására használják, és történelmileg az acetál a kifejezetten aldehidekből képzett vegyületek elnevezése volt.
Acetál akkor keletkezik, ha egy félacetál hidroxilcsoportja protonálódik, majd vízként kilép. Az ekkor keletkező karbokationt gyorsan megtámadja egy alkoholmolekula, majd erről kilép egy proton, így acetál marad vissza.
A félacetálokkal szemben az acetálok stabil vegyületek, de képződésük – az észterekhez hasonlóan – egyensúlyi folyamat. Az acetálképződés előrehaladtával a vizet a reakcióelegyből el kell távolítani – ez történhet például Dean–Stark-feltéttel –, ellenkező esetben a termék visszahidrolizál acetállá. Az acetálképződés a molekulák számának csökkenésével jár, ezért entrópiaváltozása – hacsak nem diolt alkalmazunk két külön alkoholmolekula helyett – kedvezőtlen. Ezen többek között úgy lehet segíteni, ha alkoholforrásként ortoésztert használunk. Az aldehidek és ketonok ortoészterekkel reagálva acetált adnak. A melléktermékként képződő víz az ortoészter hidrolízisére fordítódik, melynek során további alkohol keletkezik, mely aztán részt vehet a reakcióban.
A szerves kémiai szintézisek során az acetálokat a karbonilcsoport védőcsoportjaként alkalmazzák, mivel ellenállóak a lúgos hidrolízissel, valamint számos oxidáló- és redukálószerrel szemben. Védhetőek vele a karbonilcsoportok (átmenetileg alkohollal reagáltatva azokat) vagy a diolok (átmenetileg karbonilvegyületekkel reagáltatva azokat). Azaz akár karbonil-, akár alkohol, vagy mindkét csoport is előfordulhat a molekulában, melynek reaktivitását befolyásolni akarjuk.
Több karbonilvegyület acetálformájának saját neve van. Ilyen például a formaldehid acetálja, melyet „formál”-nak vagy metiléndioxicsoportnak is neveznek. Az acetonból képzett acetált acetonidnak is nevezik.

## Acetálképzés
Az acetálképzés olyan szerves kémiai reakció, melynek során acetál (vagy ketál) képződik. Az acetálképződés egyik módja egy alkohol ketonra vagy aldehidre történő nukleofil addíciója. A szerves szintézisek során gyakran alkalmazzák az acetálképzést védőcsoportok kialakítására, mivel ez megfordítható reakció.
Az acetálképzés vízkilépéssel járó savkatalizált folyamat; bázisos körülmények között nem képződnek acetálok. A reakció eltolható az acetálképződés irányába, ha a vizet azeotróp desztillációval eltávolítjuk, vagy molekulaszűrővel, esetleg alumínium-oxiddal kicsapdázzuk a rendszerből.
Az 1 karbonilcsoportja protont vesz fel a savas oxóniumiontól. A 2 protonált karbonilcsoport az alkohol nukleofil addíciójával szemben aktiválttá válik. A 2a és 2b szerkezetek mezomerek. Miután a 3 víz hatására deprotonálódik, a 4 félacetál vagy félketál képződik. A 4 hidroxilcsoportja protonálódik, és a 6 oxóniumion keletkezik, amelyből egy újabb alkohollal 7 keletkezik, majd a végső deprotonálódással alakul ki a 8 acetál. A reakció ellentétes irányba megy végbe, ha ugyanehhez a savas közeghez vizet adunk. Az acetálok stabilabbak bázisos közegekkel szemben. Transz- vagy keresztacetalizációkor egy diol reagál az acetállal, vagy két különböző acetál egymással. Ez azért lehetséges, minthogy minden reakciólépés egyensúlyra vezet.

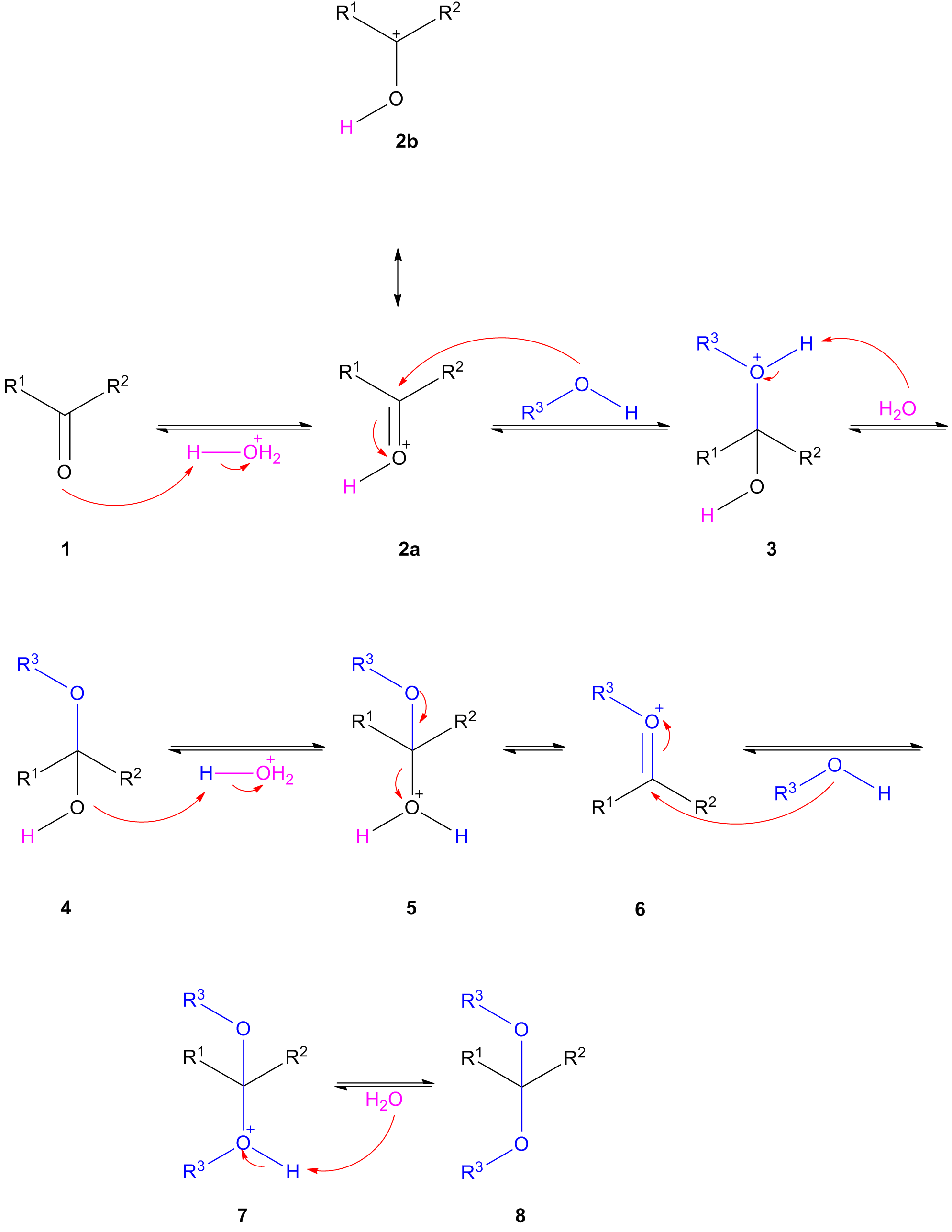
Az acetálképzés mechanizmusa

## Példák
- dimetoximetán, oldószer
- dioxolán
- metaldehid
- paraldehid
- 1,3,5-trioxán
- A szénhidrátokban és más poliszacharidokban található glikozidos kötések acetálkötések.[3]
- A cellulóz a poliacetálok egyik elterjedt példája.

Bár sok vegyületben található acetál funkciós csoport, legalább két acetál vegyületet röviden  „acetálnak” hívnak:
- polioximetilén (POM), más néven poliacetál, műanyag, a formaldehid polimerje.
- 1,1-dietoxietán (acetaldehid dietil-acetál), vagy egyszerűen csak „acetál”, a borok egyik aromaanyaga.[4]

## Fordítás
Ez a szócikk részben vagy egészben  az   Acetal című angol Wikipédia-szócikk ezen változatának fordításán alapul.  Az eredeti cikk szerkesztőit annak laptörténete sorolja fel. Ez a jelzés csupán a megfogalmazás eredetét és a szerzői jogokat jelzi, nem szolgál a cikkben szereplő információk forrásmegjelöléseként.